# Пиц Линард
Пиц Линард (Piz Linard) е връх в Алпите. Намира се в Ретийските Алпи и е най-висок в масива Силврета. Има пирамидална форма. Висок е 3411 м. Това не го поставя между първенците дори на Ретийските Алпи, но има голяма собствена височина - над 1000 м над околните долини. Върхът се намира в Швейцария, много близо (около 4 км) от границата с Австрия. Той увенчава страничен хребет на юг от главното било на Силврета. Покрит е с вечни снегове, но няма образуван истински ледник. Тъй като край него няма друг толкова висок връх, панорамата е забележителна. При ясен ден се виждат дори първенците на Бернските Алпи Юнгфрау и Финстераархорн.
Пиц Линард може да бъде изкачен дори от туристи без специална екипировка, особено по традиционния южен маршрут. Пътеката по южното било предлага красиви гледки, но е по-трудна от тази през долината. Според местна легенда върхът е бил изкачен преди няколко века от свещеник на име Леонард - оттук идва и названието му. Първото сигурно изкачване датира от 1835 г. от геолога Освалд Хеер, воден от Херман Мадуц. Те го постигат от западната страна.